# AN/SPS-39
L'AN/SPS-39 è stato un radar di ricerca aerea tridimensionale lungo raggio progettato dalla Hughes e adottato su tutte le prime unità lanciamissili delle Marine della NATO.

## Caratteristiche
Il radar AN/SPS-39 è stato il primo radar con tecnologia "scanning frequenza" (FRESCAN), cioè a scansione di frequenza, che essendo un radar 3D determinava oltre alla posizione anche l'altezza, trasmettendo queste informazioni al sistema di combattimento.
Il radar venne sviluppato negli anni cinquanta entrando in servizio nelle prime unità della US Navy nel 1960.
Caratteristiche del radar sono la frequenza variabile, il cambiamento dell'asse del fascio radar e la scansione che può essere realizzata in elevazione o in anzimut.
La variazione di frequenza rendere questo radar più resistente al jamming, inconveniente più difficoltoso da risolvere con l'adozione di una frequenza fissa.
Alcune limitazioni che la frequenza di scansione impone sono invece un grande impiego della banda di frequenza disponibile, che essendo utilizzata per la scansione, non potrà venire impiegata per ottimizzare la risoluzione degli obiettivi, e in fase di ricezione dover gestire una banda molto ampia, con il ricevitore che dovrà quindi essere in grado di spostare il centro della sua larghezza di banda più stretta con la frequenza di trasmissione.

## US Navy
Nella US Navy il radar ha equipaggiato numerose classi navali tra cui gli incrociatori lanciamissili Classe Leahy, gli incrociatori pesanti classe Baltimore convertiti negli incrociatori lanciamissili classe Albany e Classe Boston e i cacciatorpediniere Classe Charles Adams e Classe Farragut.
La maggior parte dei sistemi sono stati dotati nel tempo con un dispositivo IFF e ottenuto un nuovo, un'antenna più affidabile. Il radar non è più in servizio ed è stato sostituito nelle unità navali della US Navy dal radar AN/SPS-52 e dal radar AN/SPS-48.

## Marina Militare
Nella Marina Militare il radar ha equipaggiato l'incrociatore Giuseppe Garibaldi dopo i lavori di ricostruzione/trasformazione in unità lanciamissili e gli incrociatori lanciamissili classe Doria, realizzati negli anni sessanta, mentre a partire dalla realizzazione dell'incrociatore portaelicotteri Vittorio Veneto, e dei cacciatorpediniere Classe Audace venne adottato il radar AN/SPS-52.

## Dati tecnici
- Frequenza: da 2,91 a 3,15 GHz
- Alimentazione: Gamma 1 MW
- Portata: 390-450 km
- Tempo di rivoluzione completo dell'antenna: 4 o 12 s
- Max rilevamento in altezza:> 30,5 km.